# 隆子县
隆子县（藏語：ལྷུན་རྩེ་རྫོང་།，威利转写：lhun rtse rdzong，藏语拼音：Lhünzê Zong）是中华人民共和国西藏自治区山南市下属的一个县。“隆子”意为“万事顺利”、“实力雄厚”。常住人口約3.5万人，縣人民政府駐隆子镇。

## 歷史
吐蕃时期属约如的聂千户所，元朝时期以加玉和拉竹组建主巴万户，帕竹政权在此建宗，噶厦政府將隆子宗列为山南6个由五品官担任宗本的一等宗之一，属山南基巧管理。1956年8月设立隆子宗办事处，屬山南分工委领导，1959年5月合并隆子、加玉和觉拉，设立隆子县。

## 地理
隆子县全县面积10566平方公里，由於中印邊界爭議，约实际控制面积8165平方公里，印度在控制区内划分的区划为库朗库美县和上苏班西里县部分县域。隆子县地势西高东低，平均海拔3900米，最低点为扎日乡庄那村和三林乡斗玉村，海拔3000米。南部為海拔達5000米以上的喜马拉雅山脉，中上游山原区海拔在3900米至4300米之间，有宽阔的河滩和草场，下游高山峡谷区海拔在3000-3600米之间，河流深切形成河谷，有隆子河、雄曲、罗洛曲、加波曲、玉门曲、吉加曲等河流，有大小湖泊65个，总面积33平方公里，地下水储量达0.5亿立方米以上，水利资源可开发利用量为10万千瓦，建有15座水电站，总装机容量4750千瓦。年平均气温在5°C以上，年均日照时数約3000小时，年无霜期为238.3天，年平均降水量279.41毫米，主要集中在5-10月，占全年降水量的96.8%。

## 經濟
隆子县2017年末全县耕地面积3269公顷，总播种面积3365.93公顷，粮食作物播种面积2473.48公顷，其中青稞1789.22公顷，小麦320.25公顷，油菜作物523.69公顷，蔬菜类126.22公顷，青饲料242.55公顷，全县粮食产量18910吨，油菜籽产量1060吨，年末牲畜存栏头数162660头，肉类产量3101吨，奶类产量8026吨，主要饲养牦牛、黄牛、马、驴、骡、猪，经济林木有野桃、苹果等，工业以民族手工业为主，兼有粮食加工、水电、建筑等行业。2018年隆子县地方生产总值136860万元，其中第一產業6810万元、第二產業104630万元、第三產業25420万元，全社会固定资产投资225360万元，社会消费品零售总额14890万元，工业增加值38530万元，农村居民人均可支配收入10536元，城镇居民人均可支配收入28597元。

## 行政区划
隆子县下辖2个镇、8个乡、1个民族乡：
隆子镇、日当镇、列麦乡、热荣乡、三安曲林乡、准巴乡、雪萨乡、扎日乡、玉麦乡、加玉乡和斗玉珞巴民族乡。

## 社會
2020年中國第七次人口普查中，隆子县常住人口为33570人，其中男性17005人，女性16565人，0-14岁6934人，15-59岁22766人，60岁及以上3870人，藏族32075人，汉族1171人，其他少数民族324人。城镇人口为5527人，乡村人口28043人，隆子镇8371人，日当镇7287人，列麦乡1949人，热荣乡3771人，三安曲林乡2959人，准巴乡429人，雪萨乡4006人，扎日乡739人，玉麦乡266人，加玉乡3183人，斗玉珞巴民族乡610人。截至2017年末，全县共有各级各类学校46所，其中初级中学1所，乡镇完小8所，教学点13所，幼儿园24所，全县医疗机构个数共有12个，其中县级医院1个，乡镇卫生院11个，公路通车里程为1114.52公里。有仲嘎曲德寺等名胜古迹。